# Gnophos conferta
Gnophos conferta är en fjärilsart som beskrevs av Charles Oberthür 1913. Gnophos conferta ingår i släktet Gnophos och familjen mätare. Inga underarter finns listade i Catalogue of Life.